# زندان زنان (فیلم ۱۹۷۵)
زندان زنان (آلمانی: Frauengefängnis) یک فیلم سکسنتفاعی ترسناک آلمانی-سوئیسی به کارگردانی خسوس فرانکو است که در سال ۱۹۷۵ ساخته و در سال ۱۹۷۶ منتشر شد. این فیلم بخشی از موج فیلم‌های سکسنتفاعی خشن در ژانر «زنان در زندان» است که در دهه ۱۹۷۰ و اوایل دهه ۱۹۸۰ رونق داشتند. این فیلم، لینا رومای را در نقش ماریا به تصویر می‌کشد، زنی که پس از کشتن پدرش – که نقش او را خود کارگردان، خسوس فرانکو، ایفا می‌کند – به زندان افتاده است.
وقتی این فیلم در سال ۱۹۷۶ برای اکران در بریتانیا ارائه شد، هیئت سانسور فیلم بریتانیا آن را رد کرد. این فیلم تنها یک سال بعد، پس از اعمال سانسورهای گسترده، اجازه نمایش یافت؛ همین روند نیز در استرالیا اتفاق افتاد.

## خلاصه داستان
ماریا دا گرا پدرش را می‌کشد؛ مردی که قصد تجاوز به او را داشت. او به زندانی فرستاده می‌شود که در آن زندان‌بان‌های همجنس‌گرا زندانیان را شکنجه می‌کنند.
زندان زنان که در جزیره‌ای دورافتاده واقع شده، توسط مردی اداره می‌شود که خود را به‌جای پزشکی به نام کارلوس کوستا جا زده است. در واقع، او یک قاتل است که پزشک واقعی‌ای به همین نام را کشته و هویت او را تصاحب کرده است. فردی که به او کمک می‌کند، زنی همجنس‌گرا با یک چشم‌بند است که تنها با عنوان «زندان‌بان» شناخته می‌شود و با مشتی آهنین زندان را کنترل می‌کند. زندان‌بان در اوقات فراغت کتاب‌های نازی مانند تاریخ رایش سوم اثر آلبرت اشپر را می‌خواند. او در برخی صحنه‌ها چکمه‌ی نظامی، شلوارک تنگ و پیراهن سفید به تن دارد و در صحنه‌هایی دیگر، بلوزی مشکی و نازک از پارچه‌ای شفاف می‌پوشد.
به‌دلیل اعمالی همچون قرار دادن زندانیان در سلول انفرادی و شکنجه‌ی آن‌ها (برای مثال، زنجیر کردن برهنه‌ی آن‌ها به دیواری در فاصله‌ای که نتوانند به غذا دسترسی پیدا کنند، یا قرار دادن برهنه‌ی آن‌ها روی تخت فلزی که به آن‌ها شوک الکتریکی وارد می‌شود)، چندین زندانی در گذشته جان خود را از دست داده‌اند. مسئولان کنونی زندان این مرگ‌ها را با ادعای ایست قلبی پنهان کرده‌اند؛ اما اکنون به مرحله‌ای رسیده‌اند که هرگونه مورد جدید از «ایست قلبی» می‌تواند برای مقامات سرزمین اصلی مشکوک به نظر برسد.

## بازیگران
- لینا رومای در نقش ماریا دا گرا
- پاملا استنفورد
- مونیکا سوین در نقش زندان‌بان (با نام هنری مونیکا سوین در عنوان‌بندی)
- پل مولر در نقش کارلوس کوستا
- رامون آردید خوزه (با نام هنری رِی هاردی در عنوان‌بندی)
- راجر دارِتون در نقش میلتون وارن
- رونالد وایس در نقش رئیس زندان
- مارتین استدیل در نقش برتا کونترینی
- اریک فالک در نقش نستور
- پگی مارکوف در نقش پومپادور
- خسوس فرانکو[۲] در نقش پدر ماریا (نامش در عنوان بندی فیلم نیامده)
- ناتالی مان
- دنیس تور
- بنی کاردوسو در نقش رُزاریا کورتینا